# Acherontia charon
Acherontia charon är en fjärilsart som beskrevs av Adolf G. Closs 1910. Acherontia charon ingår i släktet Acherontia och familjen svärmare. Inga underarter finns listade i Catalogue of Life.